# ボンバザル
『ボンバザル』（BOMBUZAL/KABLOOEY）は、1988年にイメージワークスがAmigaやAtari ST、コモドール64向けに発売したパズルゲーム。

## 概要
日本では1990年12月1日にコトブキシステムよりスーパーファミコン版が発売されている。ちなみにスーパーファミコンのサードパーティー初リリースタイトルであり、かつ同ハード初のパズルゲームでもあった。後にコトブキシステムがPlayStation向けに開発した『ボンビンアイランド キッドクラウンのクレイジーパズル』（1997年）、スーパーファミコンの次世代機のNINTENDO 64の為にスコット・キムが作り変えた『Charlie Blast's Territory』（1999年）という派生作品もある。

## ゲーム内容

### システム
基本的なルールは以下の通り。
- マップ上の爆弾と地雷を全て破壊するのが目的[1]。
- プレイヤーは爆弾の上に立って起動することができ、爆発のカウントが0になった後に1マスだけ動ける。
- 爆弾や地雷には大中小という大きさの違いがあり、爆発させた時に広がる爆風の大きさが異なる。
  - 小型の爆弾以外は起動した後に歩いて爆風から逃げられない為、小型の爆弾による爆風やステージの仕掛けを利用して間接的に爆破する必要がある。
- ミスの条件は爆風に巻き込まれる・フィールドから落ちる・敵キャラに当たる・制限時間が切れるの4種類。
- 全ての爆発物を除去した際にプレイヤーが安全な場所にいればクリア。逆に全ての爆発物を除去しても、アイスパネルで止まらずに落ちてしまったりテレポート先に足場がない場合ミスとなる。
- 一定時間ポーズをせずに同じ場所に留まっていた場合、カウントダウンが始まる。0になると足元にスピナーが出現し強制的に移動、爆弾がある場合は起爆してしまう。
  - ディゾルバータイルの上で留まっていてもスピナーに変化するため、場合によっては攻略に大きな影響がある。

### タイル
フィールドはいくつかの種類のタイルからなっている。
- ノーマルタイル - 普通の床。
- スロットタイル - 溝に沿って爆弾を持ち運べる。
- リベットタイル - 爆風で破壊されない。
- ディゾルバータイル - 通り過ぎるだけで壊れてしまう。
- アイスタイル - 乗るとその先の他のパネルまで一直線に滑り止まれない。

### フィールド上の設置物
パネル上には以下のような物が設置されている。どれもノーマルタイルかリベットタイルの上にしか設置されておらず、爆風に巻き込まれると消えてしまう。
- 爆弾 - プレイヤーが破壊する対象の1つ。
  - スモール・ボムはその場のパネルを破壊した上で隣接する爆弾や地雷を誘爆させる。
  - ミディアム・ボムはその場とそれに隣接するパネルを破壊し、2マス内の爆弾や地雷を誘爆させる。
  - ラージ・ボムは2マスまで離れたパネルを破壊し、3マスの範囲内にある爆弾や地雷を誘爆させる。
  - アンテナ付きの爆弾は、1つを爆発させただけで全てのアンテナ付き爆弾が爆発する。
  - 大きさが変化するスウェル・ボムもあるが、爆発させた時の破壊力は起動させた時の大きさで変わる。
- 地雷 - 破壊対象の1つ。上に乗っただけで爆発してしまうが、爆弾と違い地雷の爆発で誘爆は起きない。
  - スモール・マインはその場で爆発する。
  - ラージ・マインは隣接する4つのパネルも巻き込む。
- テレポート - マップ上のどこかへ転送される。ワープ先にパネルが無かったり、地雷が置いてあってもワープは行われる[2]。
- バブル - コントロール可能な赤い戦車。起動させるとプレイヤーと同じように動かせるが、爆弾の上を通ると勝手に爆発させてしまう。バブル が起こした爆風は当たってもミスにはならないが、足元のパネルが破壊されるとミスになる。
- スクウィーク - コントロール可能な青い戦車。基本はバブルと同じだが、爆弾に触れても自爆せず任意で起動が出来る。しかし起動した後は別のパネルへの移動ができない。
- パワーテンプル - 爆弾が隣接している際に爆弾を起動させると、その爆弾はその場とパワーテンプルの2マスしか爆風が及ばず、誘爆もされない。
- スピナー - 乗ると4方向のいずれかに1マス飛ばされる。飛ばされる方向は完全にランダムであり、飛ばされる先に何があっても移動させられる為にトラップとしての扱いが強い。
- スイッチ - 操作することでフィールドに変化が起きる。一度操作しても、戻す→再起動を繰り返せば何度でも変化を起こせる物もある。一つのスイッチでは一つのマスにしか変化は起きない。

## 敵キャラクター
- シニスター - 跳ねながら移動している黄色いボール型の敵。落ちそうになると必ず左に曲がる性質を持ち、爆風に巻き込んだりスイッチやディゾルバータイルを利用して乗っているパネルを消すと倒せる。跳ねている為かタイミングよく移動すると下を通り過ぎる事が出来る。
- デクスター - 円を描いて移動する4つの小さいボール型の敵。シニスターとは逆に右に曲がる性質を持つが、シニスターと同じ方法で倒せる。

## 移植版
| No. | タイトル                             | 発売日                  | 対応機種           | 開発元           | 発売元           | メディア                | 型式               | 売上本数 | 備考                       |
| --- | ------------------------------------ | ----------------------- | ------------------ | ---------------- | ---------------- | ----------------------- | ------------------ | -------- | -------------------------- |
| 1   | Bombuzal                             | 1989年                  | PC/AT互換機        | Image Works      | Image Works      | フロッピーディスク      | -                  | -        |                            |
| 2   | ボンバザル                           | 1990年12月1日 1992年8月 | スーパーファミコン | コトブキシステム | コトブキシステム | 4メガビットロムカセット | SHVC-BB SNS-BB-USA | -        |                            |
| 3   | スーパーファミコン Nintendo Classics | 2021年7月28日           | Nintendo Switch    | 任天堂           | 任天堂           | ダウンロード            | -                  | -        | スーパーファミコン版の移植 |

スーパーファミコン版
この作品の80面はクリア不可能に設定されていた。これは当時、1面～100面までの面でクリア不可能な面を見つけ、ハガキに書いて応募するとプレゼントが貰える、というキャンペーンが行なわれていた為である。しかしリモコン爆弾・ディゾルバータイル・カウントダウンを活用すれば、プレイヤーは爆風に巻き込まれるがなぜかクリアした事になってしまうために事実上キャンペーンが成立していなかった（1～100面までのパスワードが別紙に付属しており、81面のパスワードは『VASE』）。100面から先は表示される4つのアルファベットを並べ替えることによって成立する英単語を打ち込まなければならない。なお、北米版では面構成が変更されており、通常通りクリアが可能である。

## スタッフ
オリジナル版
- デザイナー：デヴィッド・ビショップ、アンソニー・クラウザー
- プログラマー、音楽：ロス・グッドレー

スーパーファミコン版
- プログラム：SUPER MIC（道浦忍）
- サウンド：HIRO（増野宏之）
- キャラクター：すえだきみなり、H.KAMIGAKI、T.SUNAHORI

## 評価
スーパーファミコン版
ゲーム誌『ファミコン通信』の「クロスレビュー」では、6・7・7・5の合計25点（満40点）、『ファミリーコンピュータMagazine』の読者投票による「ゲーム通信簿」での評価は以下の通りとなっており、19.87点（満30点）となっている。この得点はスーパーファミコン全ソフトの中で198位（323本中、1993年時点）となっている。また、同雑誌1993年8月情報号特別付録の「スーパーファミコンオールカタログ'93」では、「全130面中100面までのパスワードが説明書に記載されているのも珍しい」と紹介されている。
| 項目 | キャラクタ | 音楽 | 操作性 | 熱中度 | お買得度 | オリジナリティ | 総合  |
| 得点 | 3.64       | 3.24 | 3.18   | 3.15   | 3.16     | 3.50           | 19.87 |